# BMS
|  | Aquest article tracta sobre el programa de seguiment de papallones diürnes. Vegeu-ne altres significats a «BMS (desambiguació)». |

El BMS (Butterfly Monitoring Scheme) és un programa de seguiment de papallones diürnes creat a Gran Bretanya fa més de vint anys i que des de llavors s'ha anat estenent per diversos països i regions d'Europa.
A Catalunya s'inicià el 1994 amb el suport del Departament de Medi Ambient de la Generalitat. La metodologia es basa en la repetició de censos visuals al llarg d'uns recorreguts prefixats, dividits en diverses seccions corresponents a diferents hàbitats, tot identificant i comptant les papallones que apareixen en una franja de 5 m entorn de l'observador. Es repeteix el procediment una vegada per setmana durant el període de març a setembre fent un total de 30 recomptes, per tal de poder captar l'evolució estacional.